# Krzyż Wojskowy
Krzyż Wojskowy – polskie odznaczenie przyznawane żołnierzom Sił Zbrojnych i osobom cywilnym za zasługi w działaniach przeciw terroryzmowi lub podczas operacji pokojowych i stabilizacyjnych. Jest jednym z odznaczeń wojskowych, które nadawane są w Polsce za czyny bojowe w czasie pokoju.

## Utworzenie
Krzyż ustanowiono ustawą z dnia 14 czerwca 2007 roku o zmianie ustawy z dnia 16 października 1992 roku o orderach i odznaczeniach, razem z Wojskowym Krzyżem Zasługi, Wojskowym Krzyżem Zasługi z Mieczami, Morskim Krzyżem Zasługi, Morskim Krzyżem Zasługi z Mieczami, Lotniczym Krzyżem Zasługi, Lotniczym Krzyżem Zasługi z Mieczami oraz Medalem za Długoletnią Służbę. Zmiana została wprowadzona w życie 9 października 2007 roku, po upływie trzech miesięcy od momentu ogłoszenia, które nastąpiło 9 lipca. Równocześnie Prezydent Rzeczypospolitej Polskiej rozporządzeniem z dnia 31 lipca 2007 roku zmienił rozporządzenie z dnia 10 listopada 1992 roku w sprawie opisu, materiału, wymiarów, wzorów rysunkowych oraz sposobu i okoliczności noszenia odznak orderów i odznaczeń.
Zgodnie z treścią wyżej wymienionej ustawy „Krzyż Wojskowy jest odznaczeniem będącym nagrodą za czyny męstwa i odwagi dokonane w czasie działań przeciwko aktom terroryzmu w kraju lub podczas użycia Sił Zbrojnych Rzeczypospolitej Polskiej poza granicami państwa w czasie pokoju”. W precedencji polskich odznaczeń zajmuje miejsce za Krzyżem Walecznych i przed Krzyżem Zasługi za Dzielność. Nawiązuje do nadawanego za czyny dokonane podczas wojny Krzyża Walecznych.

## Nadawanie
Krzyż Wojskowy nadaje i wręcza Prezydent Rzeczypospolitej Polskiej, z inicjatywy własnej, a także na wniosek ministra właściwego do spraw obrony lub ministra właściwego do spraw wewnętrznych. Prezydent ma również prawo do pozbawienia Krzyża osoby nim odznaczonej. Krzyż jest przyznawany nie później niż trzy lata od zakończenia działań bojowych, a można go otrzymać czterokrotnie.
Zgodnie z zasadami nadawania Krzyż Wojskowy mogą otrzymać żołnierze, policjanci, funkcjonariusze Agencji Bezpieczeństwa Wewnętrznego, Agencji Wywiadu, Służby Wywiadu Wojskowego, Służby Kontrwywiadu Wojskowego, Centralnego Biura Antykorupcyjnego, Straży Granicznej, Straży Pożarnej. Odznaczenie może zostać nadane również osobie cywilnej lub formacji walczącej.
Pierwszymi odznaczonymi Krzyżem Wojskowym są funkcjonariusze BOR-u, którzy ochraniali w zamachu 3 października 2007 w Bagdadzie ambasadora RP w Republice Iraku Edwarda Pietrzyka.

## Wygląd
Oznaką Krzyża Wojskowego jest 40 mm równoramienny krzyż kawalerski o wyciętych półkoliście ramionach, wyoblony od strony lica, patynowany na brązowo. W środku znajduje się wypukły wizerunek orła państwowego w koronie, a na dolnym ramieniu data „MMVII”. Rewers krzyża składa się ze Szczerbca skierowanego ostrzem w górę (na ramionach pionowych), napisu „MĘSTWU I ODWADZE” (na ramionach poziomych) oraz numeru Krzyża (na ramieniu górnym). Odznaczenie zawieszone jest na karmazynowej wstędze szerokości 40 mm z dwoma symetrycznie położonymi granatowymi pasami szerokości 8 mm w odległości 3 mm od brzegów (odwrócony układ barw ustanowionego w 2006 r. Orderu Krzyża Wojskowego). Kolejne nadania Krzyża Wojskowego oznaczane są poprzez nałożenie na wstędze okucia szerokości 5 mm w kształcie patynowanej na brązowo listwy, ozdobionej wypukłymi splotami liści dębowych, w następujący sposób: nadanego po raz drugi – jedna listwa, nadanego po raz trzeci – dwie listwy, a nadanego po raz czwarty – trzy listwy. Kolory baretki są identyczne ze wstęgą Krzyża. W przypadku kolejnych nadań odznaczenia na baretkę nakłada się okucia patynowane na brązowo w ilości identycznej jak w przypadku listew na wstędze.
| nadanego pierwszy raz | nadanego dwukrotnie | nadanego trzykrotnie | nadanego czterokrotnie |

## Nadania
Prezydentura Bronisława Komorowskiego (od sierpnia 2010 – do końca maja 2014)
|      | Styczeń | Luty | Marzec | Kwiecień | Maj | Czerwiec | Lipiec | Sierpień | Wrzesień | Październik | Listopad | Grudzień | Razem |
| ---- | ------- | ---- | ------ | -------- | --- | -------- | ------ | -------- | -------- | ----------- | -------- | -------- | ----- |
| 2010 | 0       | 0    | 0      | 0        | 0   | 0        | 0      | 12       | 0        | 0           | 5        | 0        | 17    |
| 2011 | 6       | 0    | 0      | 1        | 10  | 0        | 0      | 25       | 5        | 0           | 0        | 0        | 47    |
| 2012 | 0       | 0    | 0      | 0        | 4   | 0        | 0      | 14       | 0        | 0           | 10       | 0        | 28    |
| 2013 | 45      | 10   | 1      | 0        | 2   | 0        | 0      | 1        | 0        | 4           | 0        | 0        | 63    |
| 2014 | 0       | 0    | 0      | 2        | 45  | –        | –      | –        | –        | –           | –        | –        | 47    |